# Stabilizator (kemija)
Stabilizator v kemiji je kemična snov, ki zavira kemijsko reakcijo med dvema ali več kemičnimi snovmi, se pravi da ima nasprotnen učinek kot katalizator. Lahko je tudi snov, ki preprečuje sesedanjesuspenzij, emulzij in pen. 
Med stabilizatorje spadajo:
- antioksidanti, ki preprečujejo oksidiranje snovi,
- sekvestranti, ki tvorijo kelatne komplekse in deaktivirajo sledove kovinskih ionov, ki bi sicer zastrupili katalizatorje,
- emulgatorji in površinsko aktivna sredstva, ki stabilizirajo emulzije,
- ultravijolični stabilizatorji, ki ščitijo (predvsem plastične) materiale pred škodljivimi vplivi ultravijoličnega sevanja,
  - UV absorberji, ki absorbirajo UV svetlobo in preprečijo njeno prodiranje v globino snovi (tako delujejo zaščitna sredstva za sončenje),
  - ugaševalci, ki UV svetlobo pretvorijo v toploto in preprečijo cepljenje kemijskih vezi; pogosti ugaševalci so nikljeve soli, na primer nikljevi fenolati;
  - lovilci prostih radikalov, ki jih tvori UV sevanja, pogosto sterično ovirani amini (HALS).